# Vereinigung Ehemaliger Geisenheimer
Die Vereinigung Ehemaliger Geisenheimer (Kurzform: VEG, seit 2002 mit dem Zusatz Geisenheim Alumni Association) ist einer der ältesten und größten Alumniverbände in Deutschland. Sie entstand 1894 an der damaligen Königlich Preußischen Lehranstalt für Obst- und Weinbau in Geisenheim und zählt circa 2800 Mitglieder weltweit. Die Mitglieder dieser Alumniverbindung kommen aus den Bereichen Weinbau, Gartenbau, Landschaftsarchitektur und Getränketechnologie. Seit der Gründung der Fachhochschule Wiesbaden 1971 und der Übernahme des Studienbetriebes von der Forschungsanstalt Geisenheim sind sie Absolventen der heutigen Hochschule Geisenheim (bis 2009 Fachhochschule Wiesbaden).

## Historie

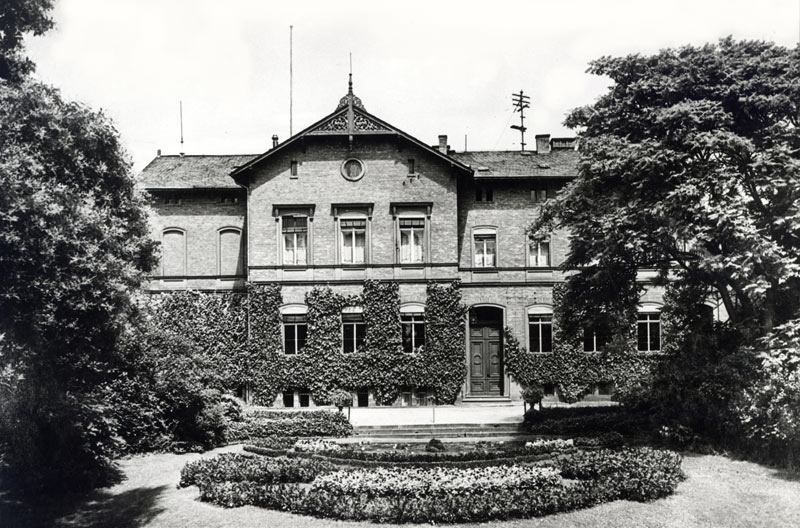
Zentrales Verwaltungsgebäude der Forschungsanstalt. Aufnahme aus der Gründungszeit der VEG

1872 wurde per Dekret des preußischen Königs Wilhelm I. die Königlich Preußische Lehranstalt für Obst- und Weinbau in Geisenheim im Rheingau gegründet. Bereits im Gründungsjahr begannen sechs, anfangs als Eleven bezeichnete, Studierende ein vier- bis sechssemestriges Studium im Garten- und Weinbau.
Die Anregung zur Gründung einer Vereinigung ehemaliger Studierenden kam vom damaligen ersten Direktor der Forschungsanstalt, Ökonomierat Rudolf Goethe. Im Gründungsprotokoll der Vereinigung vom 13. Mai 1894 wurden folgende Hauptziele definiert: Verbindungsfunktion zwischen der Studienstätte und ihren Absolventen, Vermittlung von fachlich geeigneten Stellen bei angemessener Besoldung sowie die berufliche Weiterbildung der Absolventen.
Die Vereinigung Ehemaliger Geisenheimer erfreute sich schnell eines hohen Zuspruchs. Ab 1896 erschien ein regelmäßig publiziertes Mitteilungsblatt für die Mitglieder, die Miveg (Mitteilungen VEG). Im Rahmen der 25-Jahr-Feier der Forschungsanstalt 1897 kam es zu der Fusion mit einer damals noch zweiten, neben der VEG existierenden, Schülervereinigung.

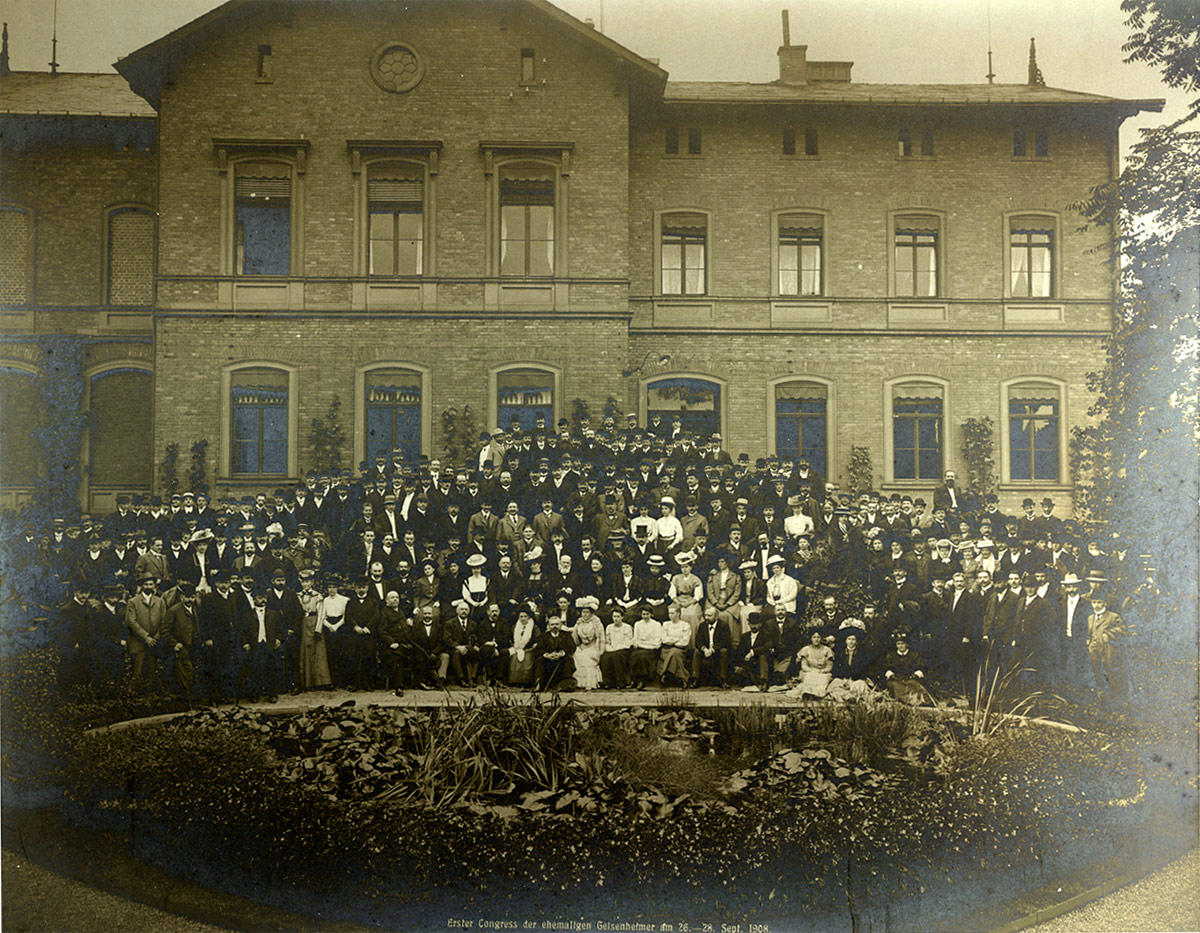
Erster Congress der Vereinigung Ehemaliger Geisenheimer 1908

Noch vor dem Ersten Weltkrieg, vom 26. bis 28. September 1908, fand der Erste Congress der ehemaligen Geisenheimer an der Forschungsanstalt statt, der laut zeitgenössischen Berichten einen starken Besuch verzeichnete. Nach dem Ersten Weltkrieg, der eine Unterbrechung der Aktivitäten der VEG zur Folge hatte, war die Vereinigung aktiv an der Neustrukturierung der Lehrpläne an der Lehr- und Versuchsanstalt Geisenheim beteiligt.
In den 1930er Jahren erfolgte auch bei der VEG die Eingliederung der bis dahin unabhängigen Vereinigung in den NS-Studentenbund sowie ab 1938 der Verbot des bis dahin erschienenen Mitteilungsblattes Miveg. Zusammen mit den Altherrenverbänden der Geisenheimer Korporationen wurde eine Gruppe Höhere Wein- und Gartenbauschule Geisenheim gebildet die später in Altherrenschaft OTTO BÖCKEL umbenannt wurde.
1947 nahm die VEG anlässlich der 75-Jahr-Feier der Forschungsanstalt Geisenheim wieder ihre Arbeit auf. Eine Neugründung der Vereinigung Ehemaliger Geisenheimer mit neuer Satzung fand am 14. Februar 1948 statt. Aufgrund der zunehmenden Bedeutung der Mitarbeit der VEG bei der Mitgestaltung von Lehr- und Studieninhalten an der Lehr- und Forschungsanstalt Geisenheim kam es ab 1952 zur Gründung eines Ausbildungsausschusses. Ab 1958 wurden mehrtägige Fachtagungs-Veranstaltungen in Geisenheim eingeführt.
In den nächsten Jahrzehnten war die VEG bei allen wichtigen Entscheidungen zum Studienbetrieb in Geisenheim beteiligt. So war man bei der Einführung des sechssemestrigen Ingenieurstudiums 1960 ebenso beratend aktiv wie später, 1971, bei der Gründung der Fachhochschule Wiesbaden mit seinen grünen Fachbereichen in Geisenheim in Kooperation mit der Forschungsanstalt Geisenheim.
1972 wurde erstmals der Müller-Thurgau-Preis der Vereinigung Ehemaliger Geisenheimer verliehen. 1994 konnte die VEG ihr 100-jähriges Bestehen feiern. 2008 gründete die VEG zusammen mit der Fachhochschule Wiesbaden und der Gesellschaft zur Förderung der Forschungsanstalt Geisenheim (GFFG) die Campus Geisenheim GmbH. Die Vereinigung Ehemaliger Geisenheimer vertritt zurzeit 2.300 Mitglieder weltweit (Stand: Dezember 2010). Davon sind ca. 75 % Absolventen der Studienrichtungen Weinbau und Getränketechnologie und 25 % der Studiengänge Gartenbau und Landschaftsarchitektur.

## Mitglieder und Vereinsstruktur

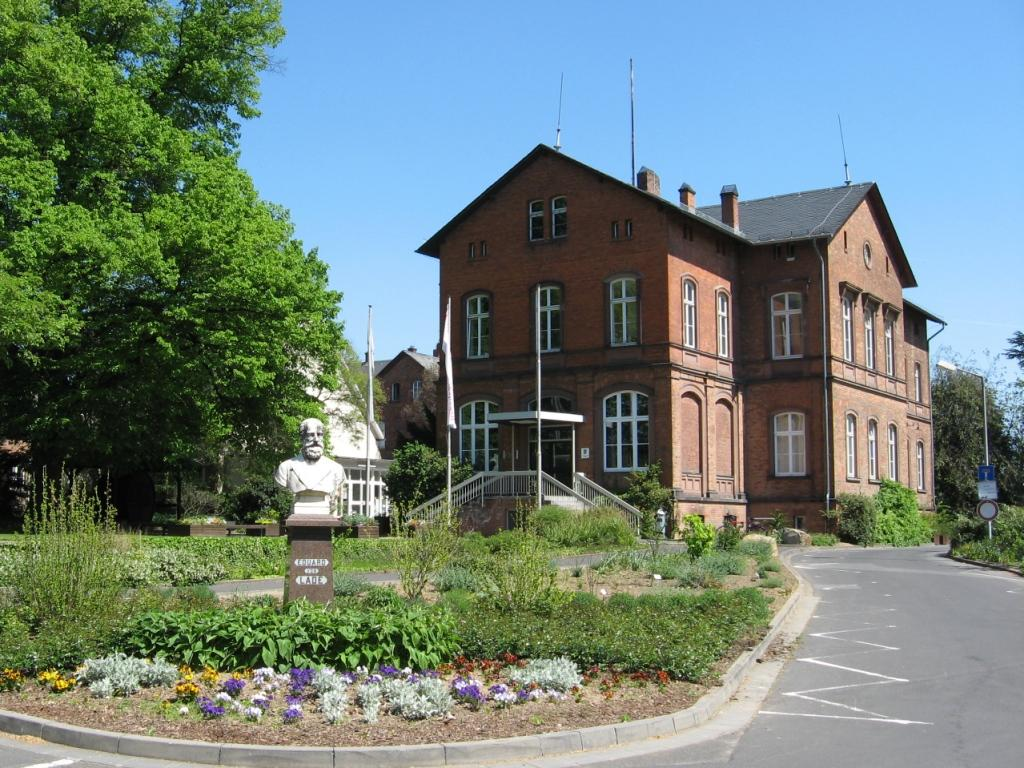
Campus Geisenheim heute (Hochschulverwaltung)

Die Vereinigung Ehemaliger Geisenheimer hat sich im Zuge der in Deutschland stattgefundenen Etablierung des aus dem angloamerikanischen Raum kommenden Alumnigedankens ebenfalls geöffnet. Waren mehr als 100 Jahre lang fast nur ehemalige Studierende und Absolventen Mitglieder, öffnete man sich in den letzten Jahren mehr und mehr auch anderen interessierten Personenkreisen.
Die VEG versteht sich mittlerweile als übergreifender Zusammenschluss der ehemaligen Studierenden aller Geisenheimer Fachbereiche und deren Studiengänge, den Professoren und Mitarbeitern der Hochschule RheinMain, Fachbereich Geisenheim, und Forschungsanstalt Geisenheim sowie allen Personen, die sich dem Studien- und Forschungsstandort Geisenheim verbunden fühlen. Dies wurde zu Beginn des 21. Jahrhunderts mit dem offiziellen Namenszusatz Geisenheim Alumni Association dokumentiert.
Die VEG wird von einem Vorstand geleitet. Dieser besteht zurzeit aus 10 Mitgliedern unterschiedlicher Funktion und Fachzugehörigkeit. Vertreten wird die VEG im Sinne des §26 BGB durch einen Präsidenten und zwei Vize-Präsidenten, wobei einer der Vizepräsidenten qua Amtes der Präsident des Bundes Deutscher Oenologen ist.
Dem erweiterten Vorstand der VEG gehören neben den Vorstandsmitgliedern zusätzlich der Präsident der Hochschule Geisenheim sowie ein Studierendenvertreter an.

## Aktivitäten
Gemäß der gültigen Satzung des Vereins verfolgt die VEG eine Vielzahl von Zielen. Dazu gehören die Durchführung wissenschaftlicher Veranstaltungen und Tagungen, die Förderung der Weiterbildung und die Herausgabe von Mitteilungen. Im Studienbetrieb ist die VEG tätig in der Unterstützung der Studierenden durch Auskünfte und Beratungen sowie bei der Verbindung zu den Studierenden des Studienortes Geisenheim der Fachhochschule Wiesbaden durch Aufnahme des Sprechers der Studierenden in den erweiterten Vorstand der VEG.
Darüber hinaus widmet sich die VEG der Pflege der Beziehungen zu gleichartigen Vereinigungen anderer Hochschulen, Forschungsanstalten und berufsbezogenen Einrichtungen. Die Förderung der Lehre sowie des Technologie- und Wissenstransfers des Studienortes Geisenheim wird unter anderem durch Benennung eines Vertreters in das Kuratorium der Forschungsanstalt Geisenheim erreicht. Die VEG ist außerdem Mitglied bei alumni-clubs.net, der übergreifenden Dachorganisation der Alumniverbände im deutschsprachigen Raum. Im Jahr 2003 übernahm die VEG die Ausrichtung des jährlich stattfindenden Kongresses dieses Dachverbandes in Geisenheim.
Das immer wichtiger werdende Alumni-Marketing wurde bisher von der VEG direkt vorgenommen. Ab 2008 ist dies nun die Aufgabe der neu gegründeten Campus Geisenheim GmbH, deren Gesellschafter die VEG ist.

## Auszeichnungen und Mitteilungsorgan
1972 wurde erstmals der von der VEG gestiftete Professor Müller-Thurgau Preis verliehen. Preisträger sind Personen, die sich in besonderem Maße um die VEG und deren Belange sowie um den Forschungs- und Studienstandort Geisenheim allgemein verdient gemacht haben. Erster Preisträger 1972 war Hugo Schanderl. Zusätzlich vergibt die VEG seit 2006 regelmäßig einen Medienpreis. Im Studiengang Gartenbau wird dabei das beste wissenschaftliche Poster im Rahmen des Projektstudiums prämiert. Für besonders herausragende Verdienste um die VEG und den Studienort Geisenheim werden von der VEG in unregelmäßigen Abständen auch Ehrenmitgliedschaften vergeben. Ehrenmitglieder sind Werner Hoffmann, Clemens Klockner und Klaus Schaller, bis März 2008 Direktor der Forschungsanstalt Geisenheim.
Nachdem das VEG-Mitteilungsblatt Miveg von 1897 bis 1963 erschienen war, gab es für knapp 40 Jahre kein eigenständiges Mitteilungsorgan der VEG mehr. Dazu nutzte man entsprechende Möglichkeiten verschiedener Medien des Berufsstandes. Im Jahr 2000 brachte die VEG erstmals wieder ein eigenständiges Magazin, Geisenheim Alumni heraus. 2007 wurde das Magazin in Campus Geisenheim – Das Magazin für den Forschungs- und Studienstandort Geisenheim umbenannt, 2010 in Das Campus-Magazin – Das Magazin für den Forschungs- und Studienstandort Geisenheim. Dieses Magazin, das mit Beteiligung der VEG und in Zusammenarbeit mit anderen Institutionen des Campus Geisenheim herausgegeben wird, erschien bis 2012 vier Mal jährlich in einem Umfang von 40–60 Seiten pro Ausgabe. Ab Ende 2014 beteiligt sich die VEG inhaltlich und finanziell an einem neuen gemeinsamen Printmedium mit der Hochschule Geisenheim mit Namen „PlanG“. Dieses hat einen Umfang von circa 40 Seiten und erscheint vierteljährlich und wird jedem VEG-Mitglied postalisch zugestellt.